# 賈栩
賈栩（？—？年），《太平御覽》引《漢晉春秋》作賈詡，《晉書》作賈嗣。曹魏將領，曾與魏將魏平等抵抗諸葛亮北伐。

## 生平
曹魏太和五年(西元231年)，蜀漢丞相諸葛亮再次北伐，圍魏平及賈栩等於祁山堡。魏明帝曹叡令司馬懿為雍涼都督抵禦諸葛亮。
司馬懿到達祁山堡後曾登山掘營不與蜀軍交戰，賈、魏二人數次請戰都被司馬懿否決，兩人因而嘲笑司馬懿是「畏蜀如虎」。
後清朝末年史學家盧弼在《三國志集解》中引述沈家本考證認為此人名字不是「賈詡」，但不確定賈栩、賈嗣何者為此人正確名字。